# Estructura quaternària de les proteïnes
L'estructura quaternària és un grau superior d'organització espacial. És la que posseeixen les proteïnes que consten de 2 o més cadenes polipeptídiques, iguals o diferents. Una proteïna amb estructura quaternària seria, per tant, un oligòmer constituït per diverses cadenes polipeptídiques anomenades monòmer. L'estructura quaternària inclou organitzacions des de dímers simples fins a grans homooligòmers i complexos amb nombres definits o variables de subunitats.
Les diferents cadenes polipeptídiques s'uneixen entre si mitjançant interaccions del mateix tipus que les existents en l'estructura terciària com enllaços d'hidrogen, forces de Van der Waals o interaccions electroestàtiques. Cal destacar els ponts disulfur menys freqüents però molt eficaços, perquè es tracta d'una unió covalent.